# Stephen Augustus Hurlbut
Stephen Augustus Hurlbut (29 novembre 1815 – 27 mars 1882), est un homme politique, diplomate, et commandant de l'armée du Golfe lors de la guerre de Sécession.

## Avant la guerre
Né à Charleston, en Caroline du Sud, il est le fils de Martin Luther Hurlbut et de Lydia Bunce. Son père est un pasteur unitarien et éducateur. Hurlbut étudie le droit avec James L. Petigru comme mentor, il travaille pour lui comme clerc, et est admis au barreau de la Caroline du Sud en 1837. Au cours de la deuxième guerre séminole, il sert en tant qu'adjudant d'un régiment d'infanterie de Caroline du Sud. En 1845, Hurlbut déménage en Illinois, où il ouvre un cabinet d'avocat à Belvidere. En 1847, il épouse Sophronia R. Stevens qui donnera naissance à deux de ses enfants.
En 1847, Hurlbut prend part à la convention constitutionnelle de l'Illinois comme un délégué whig. Il sert comme électeur présidentiel pour le parti whig de l'élection présidentielle de 1848, et fait connaissance avec Abraham Lincoln lors de la campagne pour le vieux rude et prêt Zachary Taylor. Il est élu à la Chambre des représentants de l'Illinois, en 1859, et réélu en 1861.
Hurlbut a fait campagne pour Lincoln lors de l'élection présidentielle de 1860, et assiste à la première investiture d'Abraham Lincoln le 4 mars 1861. Lui et le colonel Ward H. Lamon effectuent une mission d'établissement des faits à la demande de Lincoln, et vont à Charleston du 24 au 26 mars 1861, pour enquêter et de faire un rapport sur « l'état réel du sentiment dans cette ville & l'État ». Lamon reçoit une mission séparée de William H. Seward pour visiter le fort Sumter. Le 27 mars 1861, Hurlbut écrit un rapport détaillé, où il déclare,

« Il n'y a positivement rien à faire appel - le sentiment de patriotisme national toujours faible en Caroline, a été éteint et annulé par la doctrine reconnue de l'allégeance suprême à l'État. La fausse économie politique enseignée avec diligence depuis des années est maintenant devenue un axiome et les négociants et les hommes d'affaires croient et agissent sur la croyance - qu'une grande croissance du commerce et l'expansion de la prospérité matérielle suivront l'établissement d'une République du Sud. Ils attendent une époque dorée, quand Charleston sera un grand empire commercial et un contrôle pour le Sud comme New York le fait pour le Nord. »

## Guerre de Sécession

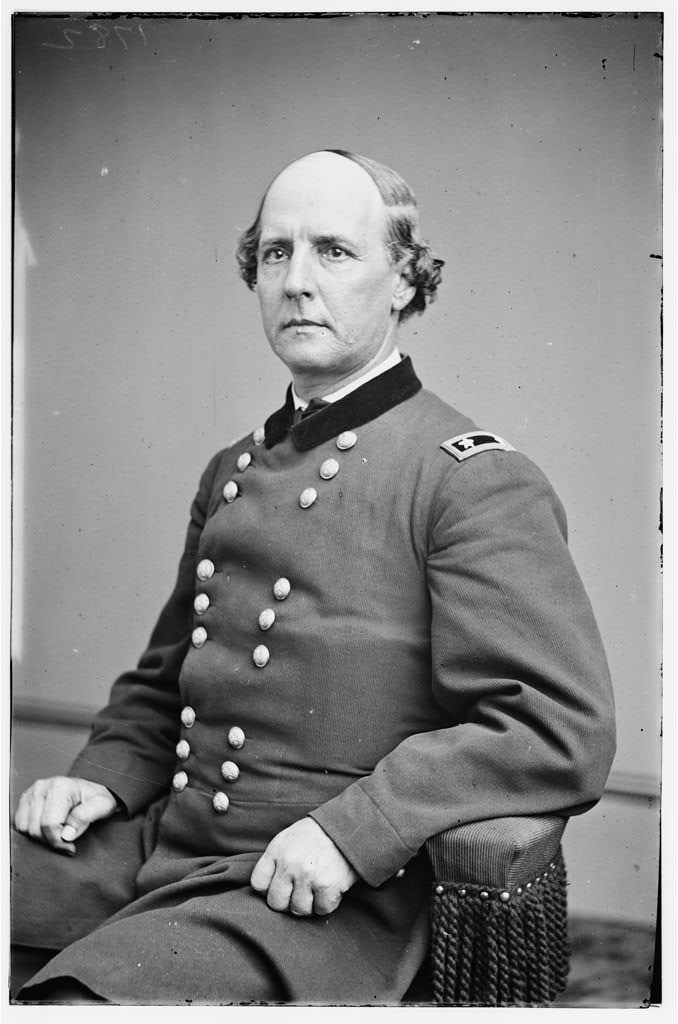
Général Hurlbut

Lorsque la guerre de Sécession éclate, Hurlbut a rejoint l'armée de l'Union et devient brigadier général des volontaires des États-Unis, le 17 mai 1861, et major général le 17 septembre 1862.
Il commande la quatrième division de l'armée du Tennessee à la bataille de Shiloh et lors de l'avancée vers Corinth et de son siège. Il mène également une division lors de la bataille de Hatchie's Bridge, prenant le commandement de l'ensemble de la force de l'Union après la blessure du général Edward Ord.
Hurlbut commande le XVIe Corps à partir de ses quartiers généraux à Memphis, au Tennessee. Il est suggéré par l'historien Bertram Korn, qu'au cours de son service en garnison à Memphis, au Tennessee, Hurlbut émet des ordres pour confisquer les biens des Juifs et empêcher les Juifs de faire du commerce.
Hurlbut mène un corps sous les ordres de William T. Sherman en 1864 lors de l'expédition de Meridian. Par la suite, il commande le département du Golfe, succédant à Nathaniel P. Banks et servant à ce poste pendant le reste de la guerre. Hurlbut est soupçonné de détournement de fonds au cours de son mandat. Le général Edward R. S. Canby ordonne de commencer une procédure de cour martiale et arrête Hurlbut. Cependant, il est autorisé à démissionner en juin 1865.

## Après-guerre
Après avoir quitté l'armée de l'Union, le 20 juin 1865, Hurlbut devient l'un des pères fondateurs de la grande armée de la république, dont il sert en tant que commandant-en-chef de 1866 à 1868.
Il est nommé ambassadeur résident en Colombie en 1869, où il sert trois ans. En 1872, Hurlbut est élu à la Chambre des représentants des États-Unis en tant que membre du Congrès républicain de l'Illinois. Bien que réélu pour un deuxième mandat, en 1874, il est battu en 1876. Hurlbut est nommé ambassadeur au Pérou en 1881, et à ce titre se dispute avec le général Hugh Judson Kilpatrick, ambassadeur des États-Unis au Chili au cours de la guerre du Pacifique, car chacun est devenu un partisan du pays dans lequel il est affecté en tant que représentant du corps diplomatique des États-Unis. Hurlbut sert comme ambassadeur des États-Unis au Pérou jusqu'à sa mort à Lima en 1882.
Hurlbut et son épouse sont enterrés ensemble dans le cimetière de Belvidere, à Belvidere, Illinois.